# Byrsonima duidana
Byrsonima duidana är en tvåhjärtbladig växtart som beskrevs av W.R. Anderson. Byrsonima duidana ingår i släktet Byrsonima och familjen Malpighiaceae. Inga underarter finns listade i Catalogue of Life.